# Марзпан
Марзпан (ранне парф. marzpān ‘наместник’ < др.-перс. *marza-pāna- букв. ‘охраняющий границу’ > пехл. marzbān < перс. مرزبان‎, арм. Մարզպան, груз. მარზაპანი) — были классом маркграфов, начальников маршей и, соответственно, военачальников, отвечающих за приграничные провинции Парфянской империи (247 г. до н.э. – 224 г. н.э.), и, в основном, Сасанидской империи (224–651 гг. н.э.). 
На Кавказе существовало три марзпаната: в Персармении с центром в Двине, в Картли с центром в Тбилиси и в Албании с центром в Партаве. 
Слово марзбан было заимствовано в армянский язык как марзпан (арм. մարզպան) и в грузинский как марзапани (груз. მარზაპანი).